# كريستيان طركونة
كريستيان طركونة (بالإسبانية: Cristian Tarragona) هو لاعب كرة قدم أرجنتيني في مركز الهجوم، ولد في 9 أبريل 1991 في سانتا في في الأرجنتين. لعب مع أتليتكو بلاتينسي ‏.

## وصلات خارجية
- كريستيان طركونة على موقع قاعدة بيانات كرة القدم.إي يو (الإنجليزية)
- كريستيان طركونة على موقع Soccerway.com (الإنجليزية)